# Accidente de autobús en Azad Cachemira
El 3 de noviembre de 2021, un autobús que se dirigía a Rawalpindi y en el que viajaban más de 30 pasajeros cayó a una zanja en Pallandri, en el distrito de Sudhanoti, en Azad Jammu y Cachemira, y en él murieron al menos 23 personas, entre ellas mujeres y niños, y otras siete resultaron heridas.
El autobús había iniciado su viaje desde la sede del Tehsil Baloch y, tras un difícil recorrido de 7 km, el vehículo tuvo un problema técnico. El autobús chocó primero con una montaña en el lado izquierdo de la carretera y luego giró repentinamente y cayó en una zanja de más de 500 metros de profundidad. Un hombre que vendía pakoras cerca del lugar de los hechos, vio la caída del autobús y alertó por teléfono al líder del pueblo de Majhiari, a unos 2 km de Baloch. Al ser anunciado, el líder pidió a los lugareños que iniciaran una operación de rescate para ayudar a las víctimas.
Cinco heridos fueron trasladados al distrito de Kotli, mientras que otros tres fueron enviados al Centro de Salud de Baloch. Uno de los heridos finalmente falleció por la gravedad de sus heridas. En esta ocasión, el líder de la Liga Musulmana de Pakistán (N) y exministro de Azad Jammu y Cachemira, Sardar Farooq Ahmed Tahir, también llegó al lugar junto con los equipos de rescate. Los accidentes son frecuentes en la zona, especialmente en las áreas rurales, donde las carreteras están en mal estado. Como por ejemplo, un mes antes, 32 pasajeros, entre ellos cuatro estudiantes, resultaron heridos en dos accidentes ocurridos en los distritos de Poonch y Neelum, mientras que en el tercer accidente ocurrido en Muzaffarabad resultaron heridas 10 personas.
El exministro, y el presidente de la PML-N y líder de la oposición, Shehbaz Sharif, expresaron su profunda tristeza y dolor por las pérdidas en el trágico accidente y rezaron por la pronta recuperación de los heridos.